# Необитаемый остров

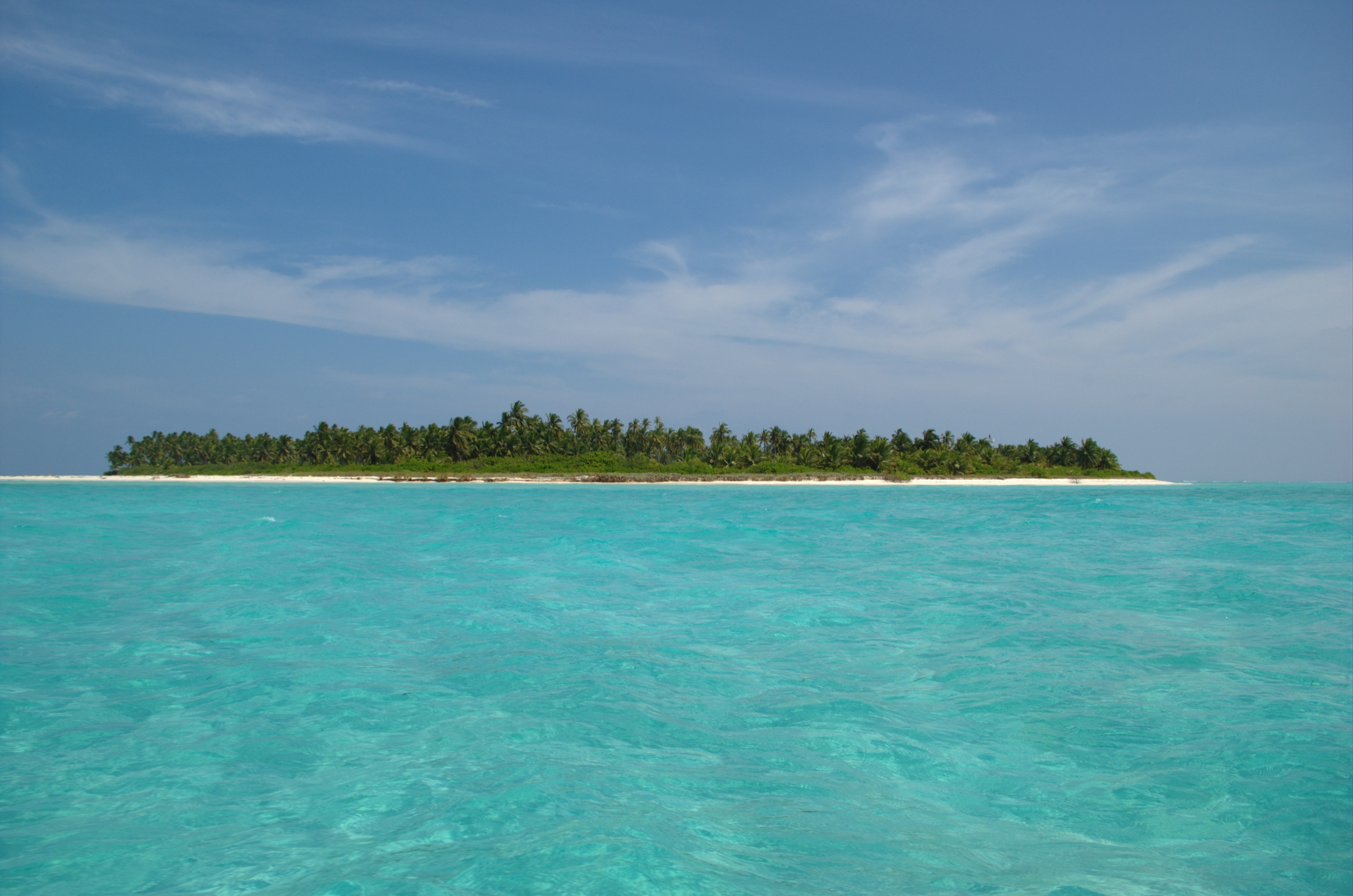
Один из необитаемых островов в Лакшадвипе

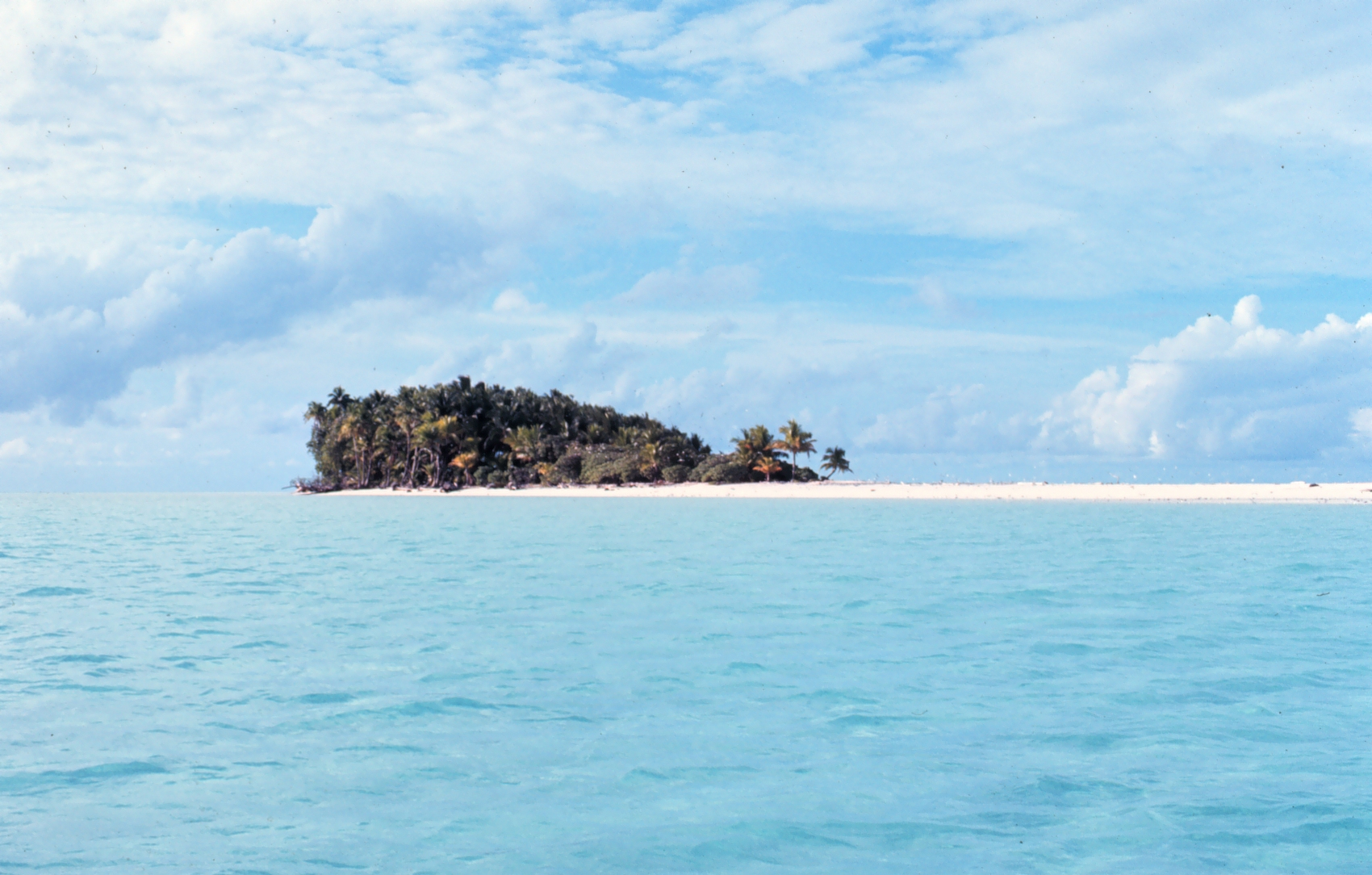
Пустынный остров в Палау

Необита́емый о́стров — остров без постоянного населения.
Причины отсутствия жителей разнообразны. На одних островах нет источника питьевой воды, на других слишком суровый климат с большими перепадами температуры, третьи стали полигоном для ядерных испытаний. Многие острова просто слишком малы, чтобы на них можно было жить. Освоению удалённых небольших островов препятствуют сложности со связью и транспортом.
Самый крупный необитаемый остров в мире — Девон в Канадском Арктическом архипелаге. Его площадь — 55,2 тыс. км² — немногим меньше, чем у такого государства, как Хорватия (56,5 тыс. км²), в ледниках более чем достаточно пресной воды, но расположение на 75° северной широты и рельеф создают крайне тяжёлые условия для жизни. То же можно сказать и об антарктических островах.

## Робинзоны

### Реальные робинзоны
В истории человечества были случаи, когда люди (один или более) оказывались на необитаемом острове и прожили там некоторое время, не имея возможности или (реже) желания вернуться к цивилизации, на материк, домой. Перечень причин, по которым они стали островитянами, разнообразен: кораблекрушение, ссылка, необходимость скрываться — бегство (от уголовной ответственности и правоохранительных органов (см. тж. преступник, побег), от лиц, имеющих к беглецу гражданско-правовые претензии (кредиторов), от рабства или крепостничества, от сообщников, от более или менее организованной преступности, от мести) или добровольно, по своей инициативе.
Об одних из них написаны документальные статьи, книги; истории других послужили основой для художественных произведений, основанных на реальных событиях.
В 1772 году в Петербурге в переводе с немецкого издана книга Пьера Луи Ле Руа, основанная на реальных событиях робинзонады поморов, проживших на Груманте с 1743 по 1749 год — «Приключения четырёх российских матросов, к острову Ост-Шпицбергену бурею принесённых, где они шесть лет и три месяца прожили». Книга пользовалась популярностью в Европе и имела издания также на французском, голландском, итальянском и английском языках.
В ходе Мексиканской революции 1910—1917 годов правительство Мексики забыло о гарнизоне солдат (30 человек, с жёнами и детьми) на острове Клиппертон, весьма скудном на средства пропитания, окружённом водами, которые кишели акулами. Многие из этих забытых погибли от голода и цинги, а оставшиеся столкнулись с жестокими условиями выживания и смертельными конфликтами между собой. В 1917 году, в ходе Первой мировой войны, американский корабль «Йорктаун» прибыл к острову, чтобы проверить, не создана ли там немцами военная база. Таким образом, оставшиеся в живых клиппертонцы оказались спасены.

### Робинзонады
В литературе необитаемые острова получили большую популярность в виде жанра робинзонады. В таких произведениях повествуется, как робинзоны выживают без посторонней помощи, преодолевая трудности. В то же время романтичность придаёт и удалённость от общества. Герои попадают на остров либо после крушения (Робинзон Крузо и капитан Грант — после кораблекрушения, пятеро северян-американцев в «Таинственном острове» Жюль Верна — после падения воздушного шара), либо по воле недоброжелателей или в наказание (Айртон), либо добровольно.
Тема выживания человека на необитаемом острове известна мировой литературе задолго до публикации романа Дефо. В древнеегипетском произведении «Сказка о потерпевшем кораблекрушение» (ок. XX—XVII века до н. э.) повествуется о приключениях героя, спасающегося после кораблекрушения на острове. Это произведение лежит в основе авантюрного, приключенческого жанра мировой литературы.
Самые первые философские романы — «Хай ибн Якзан» Ибн Туфайля (XII век) и «Ар-Рисала аль-Камилия фи-с-сира ан-Набавия» Ибн ан-Нафиса (XIII век) повествуют о юношах, которые выросли одни на необитаемом острове. Роман «Хай ибн Якзан» позже вдохновил Даниэля Дефо на написание романа «Робинзон Крузо». Это самое известное произведение о необитаемом острове — в честь «Робинзона» жанр и получил своё название.
В пьесе Уильяма Шекспира «Буря» Просперо и его дочь Миранда после крушения корабля оказываются одни на необитаемом острове.
Приключения на необитаемом острове составляют часть сюжета «Критикона» Бальтасара Грасиана-и-Моралеса и «Симплициссимуса» Ганса Якоба Кристоффеля фон Гриммельсгаузена.
В аллегорическом романе Уильяма Голдинга «Повелитель мух», как и в повести Роберта Баллантайна «Коралловый остров», дети попадают на необитаемый остров без взрослых.
Теме необитаемых островов посвящены и многие фильмы, такие как «Изгой», «Остаться в живых», «Остров Гиллигана», «Голубая лагуна», «Возвращение в голубую лагуну», «Шесть дней, семь ночей», «Синьор Робинзон», «Остров ненужных людей», «Секс ради выживания»; она также эксплуатируется в некоторых реалити-шоу (напр., «Последний герой»).